# 伊達郡
伊達郡（日语：／ Date gun */?）是福島縣的一郡。人口118,275人、面積494.94 km²（2003年）。
現轄有以下3町。
- 川俣町
- 國見町
- 桑折町